# Ceraclea mentiea
Ceraclea mentiea là một loài Trichoptera trong họ Leptoceridae. Chúng phân bố ở miền Tân bắc.